# Natura 2000-område nr. 183 Busemarke Mose og Råby Sø
Natura 2000-område nr. 183. Busemarke Mose og Råby Sø   er et Natura 2000-område der består af habitatområde H192 Busemarke Mose og den afvandede Råby Sø, der har et areal på   264 hektar. Hele arealet er privatejet.
Natura 2000-området ligger   i Vandområdedistrikt II Sjælland  i vandplanomåde 2.6 Østersøen.  i  Vordingborg kommune.

## Områdebeskrivelse
Området er udpeget for at beskytte forekomsterne af rigkær og
avneknippemose. Avneknippemoser på stedet  udgør over 5 % af det samlede areal af naturtypen i den
kontinentale biogeografiske region. Busemarke Mose og Råby Sø består af  tilgroede arealer langs små vandløb, der udmunder på sydkysten af Møn, lige vest for Klintholm Havn. Oprindeligt har der været åbne nor der efterhånden er lukket  af   feddannelser og er nu en klitrække; Kysten er sikret ved
gamle pælehøfder mod Østersøen.
Busemarke Mose er den største mose på Møn, og fra først i 1970’erne er en meget stor del af mosen
blevet udnyttet til rørskær. For at tørlægge mosen og derved få en bedre rørhøst påbegyndtes en
gennemgravning af det marine forland ved Nyhåndsbækkens udløb. Dette har medført en ændring i den botaniske artssammensætning fra rigkær med rigt orkidéflor til mere salttålende vegetation.

## Naturfredning
Der blev etableret en  fredning  på ca. 16 ha i 1964, for at  forhindre et større sommerhusbyggeri. Planen var en sommerhusudstykning på 79 grunde ved Postgården i den nordøstlige del af Natura 2000-mrådet, der ligger tæt på den store naturfredning af Høje Møn.